# Schwarzkopf-Glanzschwänzchen
Das Schwarzkopf-Glanzschwänzchen (Chalcostigma stanleyi), manchmal auch Blaurücken-Glanzschwänzchen genannt, ist eine Vogelart aus der Familie der Kolibris (Trochilidae). Die Art hat ein großes Verbreitungsgebiet, das die südamerikanischen Länder Ecuador, Peru und Bolivien umfasst. Der Bestand wird von der IUCN als „nicht gefährdet“ (least concern) eingeschätzt.

## Merkmale

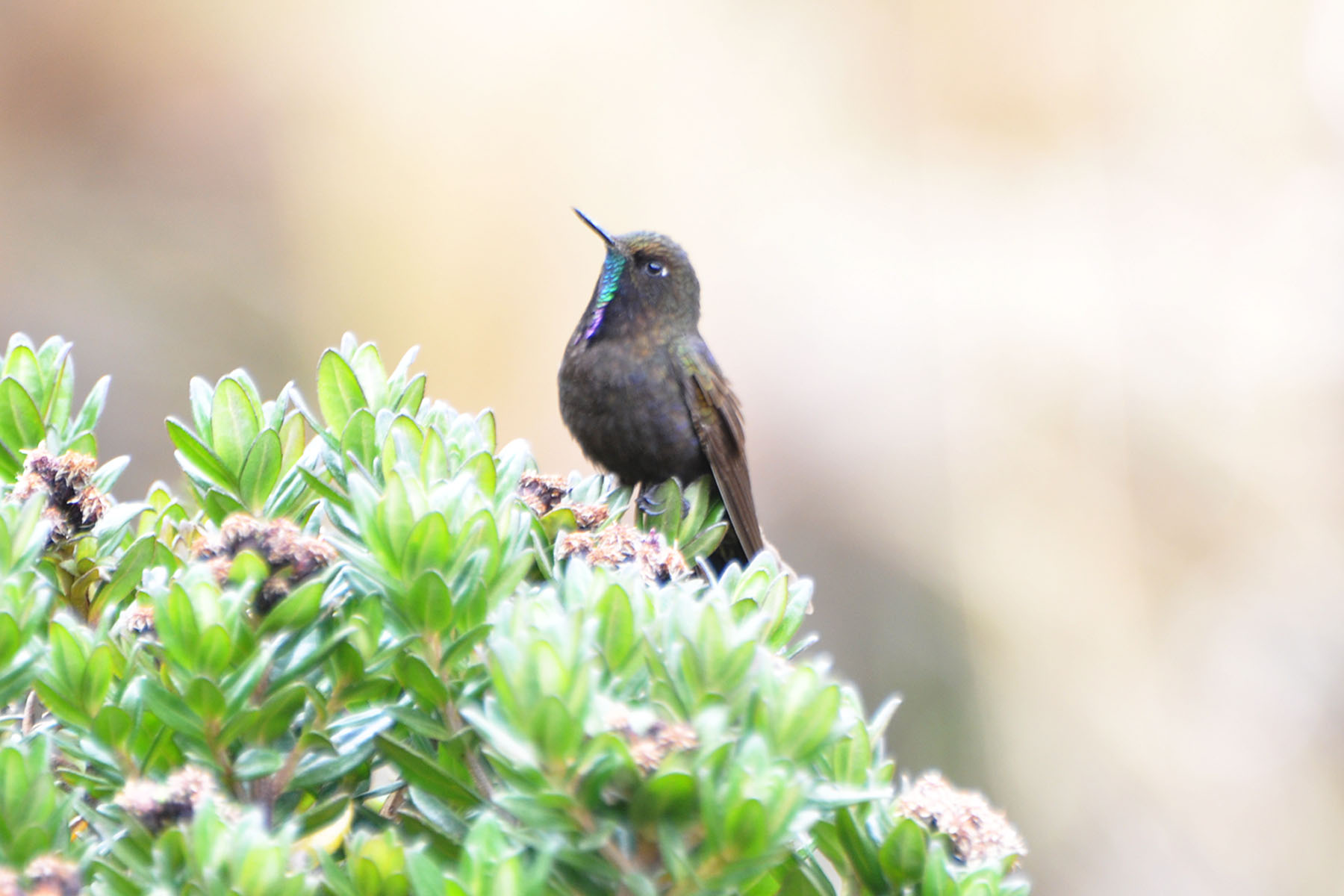
Schwarzkopf-Glanzschwänzchen – Nominatform Chalcostigma stanleyi stanleyi

Das Schwarzkopf-Glanzschwänzchen erreicht eine Körperlänge von etwa 12 bis 13 cm, wobei der kurze Schnabel 1,2 cm lang ist. Das Männchen ist  überwiegend rußig braun, fast schwarz im Gesicht und an den Seiten des Halses und mit einem violettblauen Glanz auf dem Rücken. Der zirka 4,6 cm lange, stark gegabelte Schwanz ist stahlblau. Der längliche und spitze Kehlfleck glitzert grün und wird am unteren Ende glitzernd violett. Das Weibchen ist sehr ähnlich, hat aber einen kürzeren Schwanz, weniger schwarzen Glanz am Rücken und keinen glitzernden Kehlfleck, stattdessen ist es dort weißlich mit bronzefarbenen Sprenkeln. Juvenile Individuen sind auf der Unterseite gänzlich schwarz und nur selten mit mausgrauen kleinen Flecken.

## Verhalten
Gelegentlich sieht man Schwarzkopf-Glanzschwänzchen bei der Futtersuche auf Hängen und auf Felsen laufen. Meist sammeln sie aber Nektar, indem sie sich an Blüten klammern und dabei oft auch mit den Flügeln schlagen. Dabei bevorzugen sie zuckerhaltige Sekrete und kleine Zikaden und Blattläuse, die sie von der Unterseite von Gynoxys-Blättern sammeln. Sie streiten aggressiv mit Vögeln der Gattung Dacnis, welche die gleichen Nahrungsquellen nutzen. Gelegentlich klammern oder fliegen sie kleine Blumen an wie z. B. Berberitzen, Scheinbeeren, Johannisbeeren und kleine rote Enziane.

## Lautäußerungen
Der Ruf klingt wie ein schwacher tsir-Laut.

## Verbreitung und Lebensraum

Verbreitungsgebiet (grün) des Schwarzkopf-Glanzschwänzchens Chalcostigma stanleyi

Schwarzkopf-Glanzschwänzchen bevorzugen Hänge mit relativ feuchter Páramo- und Sunivegetation. Hier kommen sie speziell in steilen, felsigen Gebieten mit Gynoxys-Polylepis-Bäumen oder -Gebüsch vor und lösen in Höhenlagen zwischen 3700 und 4400 Metern das Weißspitzen-Glanzschwänzchen (Chalcostigma herrani) ab. Man findet sie in den Páramo-Gebieten im Norden Ecuadors bis eventuell sogar in das Departamento de Nariño in Kolumbien hinein. In der Provinz Azuay sind sie in den Bergen des Nationalparks Cajas verbreitet. Verstreut findet man sie in den zentralen Anden von La Libertad und Amazonas in Peru. In den Westanden sind sie teils in Cajamarca, Junín und Pasco bis Mamacocha in der Region Ayacucho präsent. In den Ostanden kommen sie vom Ocobamba in der Region Cusco bis in die Bergregionen des Nationalparks Tunari im Departamento Cochabamba vor.

## Unterarten
Es sind drei Unterarten bekannt:
- Chalcostigma stanleyi stanleyi (Bourcier, 1851)[3] – Die Nominatform kommt in Ecuador vor.
- Chalcostigma stanleyi versigulare Zimmer, JT, 1924[4] – Diese Unterart ist im nördlichen Peru verbreitet.
- Chalcostigma stanleyi vulcani (Gould, 1852)[5] – Diese Unterart kommt im südlichen Peru bis ins westliche zentrale Bolivien vor.

## Etymologie und Forschungsgeschichte
Jules Bourcier beschrieb das Schwarzkopf-Glanzschwänzchen unter dem Namen Trochilus Stanleyi. Als Verbreitungsgebiet nannte er die Provinzen Pichincha und Cotopaxi. 1854 führte Heinrich Gottlieb Ludwig Reichenbach die neue Gattung Chalcostigma ein, der er auch das Schwarzkopf-Glanzschwänzchen zuordnete. Dieser Name leitet sich von den griechischen Wörtern χαλκός chalkós für „Bronze, bronzefarben“ und στίγμα stígma für „Merkmal, Markierung“ ab. Der Artname stanleyi ist Edward Henry Stanley, 15. Earl of Derby (1826–1893) gewidmet. Versigulare  leitet sich von den lateinischen Wörtern versi-, vertere für „wechselnd, ändern“ und gularis, gula für „-kehlig, Kehle“ ab. Vulcani leitet sich von dem lateinischen Wort vulcanius für „vulkanisch“ und damit vom römischen Gott des Feuers Vulcanus ab.